# Distrikt Alto Pichigua
Der Distrikt Alto Pichigua liegt in der Provinz Espinar in der Region Cusco in Südzentral-Peru. Der Distrikt wurde am 14. Oktober 1994 aus Teilen des Distrikts Pichigua gebildet. Er hat eine Fläche von 360 km². Beim Zensus 2017 wurden 2094 Einwohner gezählt. 10 Jahre zuvor lag die Einwohnerzahl bei 2534. Sitz der Distriktverwaltung ist die auf einer Höhe von 3990 m gelegene Ortschaft Accocunca mit 394 Einwohnern (Stand 2017). Accocunca liegt 17 km östlich der Provinzhauptstadt Yauri. 9 km westlich von Accocunca befindet sich der archäologische Fundplatz Kanamarca.

## Geographische Lage
Der Distrikt Alto Pichigua liegt im Andenhochland im Nordosten der Provinz Espinar. Die Flüsse Río Challuta, Río Calzada und Río Lorocachi entwässern das Areal nach Südwesten zum Río Salado, der entlang der südwestlichen Distriktgrenze nach Westen strömt.
Der Distrikt Alto Pichigua grenzt im Südwesten an den Distrikt Espinar, im Nordwesten an den Distrikt Pichigua, im Norden an den Distrikt Layo (Provinz Canas), im Osten an den Distrikt Macari (Provinz Melgar) sowie im Südosten an den Distrikt Pallpata.